# Tomáš Mrázek
Tomáš Mrázek (ur. 24 sierpnia 1982 w Brnie) – czeski wspinacz sportowy. Specjalizował się w boulderingu, w prowadzeniu oraz we wspinaczce klasycznej. Dwukrotny mistrz świata we wspinaczce sportowej z 2003 oraz z 2005 roku w konkurencji prowadzenia.

## Kariera sportowa
Dwukrotny złoty medalista mistrzostw świata z Chamonix z 2003 oraz z Monachium z 2005 w konkurencji prowadzenia. W 2001 w szwajcarskim Winterthurze zdobył srebrny, w 2007 brązowy medal mistrzostw świata. 
W 2002 w Chamonix oraz w 2008 w Paryżu na mistrzostwach Europy wywalczył srebrne medale w konkurencji prowadzenia, a w 2007 w Birmingham w boulderingu zdobył brązowy medal. 
Uczestnik World Games w 2005 we Duisburgu, gdzie zdobył srebrny medal w prowadzeniu. Wielokrotny uczestnik, prestiżowych, elitarnych zawodów wspinaczkowych Rock Master  we włoskim Arco, gdzie zdobył ogółem 8 medali; w tym 1 złoty, 3 srebrne i 4 brązowe.

## Osiągnięcia

### Mistrzostwa świata
| Konkurencje | 2001 | 2003 | 2005 | 2007 | 2009 |
| Prowadzenie | 2    | 1    | 1    | 3    | 18   |

### Mistrzostwa Europy
| Konkurencje | 2000  | 2002 | 2004 | 2006  | 2007 | 2008 |
| Bouldering  | —     | —    | —    | —     | 3    | —    |
| Prowadzenie | 39-46 | 2    | 7    | 10-11 | —    | 2    |

### World Games
| Konkurencje | 2005 |
| Prowadzenie | 2    |

### Rock Master
| Konkurencje | 2001 | 2002 | 2003 | 2004 | 2005 | 2006 | 2007 | 2008 |
| Prowadzenie | 1    | 2    | 2    | 2    | 3    | 3    | 3    | 3    |